# Ficus meizonochlamys
Ficus meizonochlamys är en mullbärsväxtart som beskrevs av Rossb.. Ficus meizonochlamys ingår i släktet fikonsläktet, och familjen mullbärsväxter. Inga underarter finns listade i Catalogue of Life.